# Be Happy
"Be Happy" é o primeiro hit single da artista de R&B Mary J. Blige do seu criticamente aclamado segundo álbum de estúdio, My Life (1994). Co-escrita e interpretada pela cantora, a canção também foi composta por Sean Combs, Arlene DelValle e J.C. Olivier. A canção contém um sample de "You're So Good to Me", do músico Curtis Mayfield e uma porção de "I Want You" de Marvin Gaye. O single atingiu o número 29 na US Billboard Hot 100, se tornando o terceiro single de Blige a alcançar os quarenta melhores naquela parada, enquanto chegou ao número seis na parada de singles de R&B, se tornando o seu quinto single a ficar entre os 10 melhores naquela parada. O vídeo clipe foi dirigido entre 16 e 17 de Setembro por Diddy e Hype Williams, mostra Blige cantando em um fundo branco entre outras coisas, incluindo ficando no topo de uma montanha. O single também teve sucesso no Reino Unido, chegando ao número 30 na UK Singles Chart.

## Remixes
O remix oficial apresenta o rapper da Def Squad Keith Murray, que usa um sample de "Money (Dollar Bill Ya'll)", do artista de hip hop Jimmy Spicer.

## Paradas musicais
| Parada musical (1994)                | Melhor posição |
| ------------------------------------ | -------------- |
| UK Singles Chart                     | 30             |
| U.S. Billboard Hot 100               | 29             |
| U.S. Billboard Hot R&B/Hip-Hop Songs | 6              |

## Histórico de lançamento
| País           | Data                  |
| -------------- | --------------------- |
| Estados Unidos | 14 de Outubro de 1994 |
| Canadá         | 7 de Novembro de 1994 |
| Reino Unido    | 8 de Dezembro de 1994 |
| China          | 20 de Janeiro de 1995 |